# Platyceps rhodorachis
Platyceps rhodorachis är en ormart som beskrevs av Jan 1865. Platyceps rhodorachis ingår i släktet Platyceps och familjen snokar. Inga underarter finns listade i Catalogue of Life.
Denna orm förekommer i Afrika och Asien från Algeriet, Tchad och Etiopien över Mellanöstern till Uzbekistan, Tibet och Indien. Honor lägger ägg.